# Saint-Marcel-en-Murat
Saint-Marcel-en-Murat település Franciaországban, Allier megyében. Lakosainak száma 129 fő (2022. január 1.). Saint-Marcel-en-Murat Blomard, Montmarault, Sazeret, Target és Voussac községekkel határos.

## Népesség
A település népessége az elmúlt években az alábbi módon változott:
| Lakosok száma | 237  | 157  | 179  | 138  | 140  | 131  | 124  | 121  | 124  | 129  |
|               | 1968 | 1982 | 1990 | 2006 | 2013 | 2015 | 2017 | 2019 | 2020 | 2022 |